# Lowndesboro, Alabama
Lowndesboro là một thị trấn thuộc quận Lowndes, tiểu bang Alabama, Hoa Kỳ. Dân số năm 2009 là 123 người, mật độ đạt 60 người/km².